# Пршемисл Бичовський
Пршемисл Бичовський (чеськ. Přemysl Bičovský, нар. 17 січня 1950, Коштяни) — чехословацький футболіст, що грав на позиції півзахисника. По завершенні ігрової кар'єри — чеський тренер.
Виступав, зокрема, за «Дуклу» (Прага) та «Богеміанс», а також національну збірну Чехословаччини. У складі збірної — чемпіон Європи та учасник чемпіонату світу.

## Клубна кар'єра
У дорослому футболі дебютував 1967 року виступами за команду «Скло-Уніон» (Тепліце), в якій провів три сезони і зіграв 68 ігор у вищому дивізіоні країни, в яких забив 12 голів.
Згодом з 1970 по 1972 рік проходив військову службу, граючи у складі «Дукли» (Прага), після чого повернувся у «Скло-Уніон» і провів в команді ще 4 сезони. У сезоні 1973/74 він став найкращим бомбардиром чемпіонату Чехословаччини разом із з Ладиславом Йожою з «Локомотива» (Кошице), забивши по 17 голів. У опитуванні «Футболіст року в Чехословаччині» він кілька разів потрапляв у десятку найкращих, за час перебування в команді з Тепліце — в 1973 році він був сьомим, в 1974 році другим, а в 1975 році десятим.
1976 року Бичовський перейшов у столичний «Богеміанс» і відіграв за празьку команду наступні сім сезонів своєї ігрової кар'єри, до 1983 року. За цей час він виграв титул чемпіона Чехословаччини 1982/83. Всього за всю свою ігрову кар'єру він провів у вищій чехословацькій лізі 434 матчі та забив 106 голів.
Влітку 1982 року Бичовський мав перейти у французький «Страсбур», але після провалу збірної Чехословаччини на чемпіонаті світу 1982 року в Іспанії голова Чехословацької асоціації фізичного виховання та спорту Антонін Гімл заборонив трансфер. Через рік Бичовський таки покинув Прагу і отримав дозвіл перейти в австрійський «Айзенштадт». З цією командою в першому ж сезоні став володарем Кубка Мітропи, забивши на турнірі два голи і загалом у перші два сезони чехословак був найкращим бомбардиром команди.
У третьому сезоні Бичовський втратив місце в основі і по його завершенні перейшов у клуб другого австрійського дивізіону «Медлінг». З цією командою він вийшов до Бундесліги, в якій у сезоні 1987/88 зіграв 16 матчів і забив 6, але команда посіла 12 місце і вилетіла назад до другого дивізіону. Там Пршемисл провів ще один сезон, а завершив ігрову кар'єру у команді «Іббс», за яку виступав протягом 1989—1993 років у третьому австрійському дивізіоні та був граючим тренером. Всього він провів 82 гри у найвищому австрійському змаганні, в яких забив 24 голи.

## Виступи за збірну
Виступав за збірні Чехословаччини різних вікових категорій. Так з командою до 18 років він виграв юнацький чемпіонат Європи 1968 року у Франції, а з командою до 23 років виграв історичний перший розіграш молодіжного чемпіонату Європи 1972 року.
25 жовтня 1970 року дебютував в офіційних матчах у складі національної збірної Чехословаччини в товариській грі проти Польщі (2:2).
Був основним гравцем збірної у відборі на чемпіонат світу 1974 року, зігравши у всіх 4 іграх і забивши 1 гол, втім кваліфікуватись чехословакам на турнір у ФРН не вдалося. Надалі Бичовський залишався і основним гравцем у відборі на Євро-1976, забивши 3 голи у 6 іграх і допоміг команді вийти на європейську першість. Загалом в 1973—1975 роках він відіграв серію з 26 матчів поспіль за збірну. Втім на самому чемпіонаті Європи 1976 року в Югославії, на якому чехословаки здобули золоті нагороди, він так і не зіграв через травму.
До складу збірної Бичовський повернувся лише у 1980 році і допоміг команді вийти на чемпіонат світу 1982 року в Іспанії. Там Пршемисл зіграв у двох матчах, але його команда сенсаційно не вийшла з групи.
Останню гру у складі національної збірної Бичовський провів 21 вересня 1983 року в кваліфікаційному матчі до чемпіонату Європи 1984 року проти Швеції (0:1). Загалом протягом кар'єри у національній команді, яка тривала 14 років, провів у її формі 45 матчів, забивши 11 голів.

## Кар'єра тренера
По завершенні ігрової кар'єри Бичовський повернувся до рідного «Тепліце», де початку був тренером резервної команди, а потім асистентом у першій. Надалі тренеував невеликі чеські клуби «Хомутов», «Арсенал» (Чеська Липа), «Булдоці» (Карлові Вари), СІАД (Мост) та «Хмел» (Блшани).
В червні 2007 року став головним тренером словацької команди «Ружомберок», але вже в березні 2008 року був звільнений через низькі результати.
З липня 2008 року тренував молодіжну команду клубу «Роудніце-над-Лабем», а у червні 2009 року підписав річний контракт із «Зеніт» (Часлав), втім був звільнений вже після дев'яти турів.
У серпні 2012 року став тренером команди другої ліги «Усті-над-Лабем», головним тренером якої Пршемисл Бичовський був з 2012 по 2013 рік.

## Титули і досягнення
- Чемпіон Чехословаччини (1):

«Богеміанс»: 1982/83
- Володар Кубка Мітропи (1):

«Айзенштадт»: 1983/84
- Чемпіон Європи (1):

Чехословаччина: 1976
- Чемпіон Європи (U-18): 1968
- Чемпіон Європи (U-23): 1972

### Індивідуальні
- Найкращий бомбардир чемпіонату Чехословаччини: 1973/74 (17 голів)